# 久保田康介
久保田 康介（くぼた こうすけ、1987年6月2日 - ）は、日本の弁護士、YouTuber。ベリーベスト法律事務所、兵庫県弁護士会所属。
動画サイトYouTubeにて主に法律解説動画や法律関連の話を交えたゲーム実況動画などを投稿している。
なお、架空請求業者との電話での攻防、詐欺行為に加担する偽弁護士との電話での攻防を撮影、編集した動画を多数アップしているが、これらの動画には概要欄に「フィクションです」と書かれてあり、TVワイドショー等でよく目にする資料映像、再現映像のような「事例紹介の為の芝居」である。　

## 略歴
兵庫県三木市出身。兵庫県立社高等学校体育科、姫路獨協大学法学部法律学科を卒業。
京都大学大学院法務研究科法曹養成専攻を修了している。柔道初段。
2017年2月11日　YouTubeアカウント登録
2017年4月12日　動画投稿開始(初動画タイトルは「弁護士YouTuberになります！- 弁護士久保田康介」)
2017年5月01日　弁護士登録（兵庫県弁護士会所属）
2017年6月21日　チャンネル登録者1,000人突破
2017年7月24日　チャンネル登録者10,000人突破
2018年5月06日　チャンネル登録者100,000人突破

## 著書

### 単著
- 弁護士YouTuberクボタに聞く「これって犯罪ですか?」（2019年2月20日、KADOKAWA） ISBN 978-4046022424
- 弁護士「セルフブランディング×メディア活用」のすすめ(2020年02月、第一法規 ／共著)

## 出演
- 週刊文春（2017年8月）[3]
- 週刊女性（2018年1月）[3]
- 毎日新聞（2018年5月）[3]
- peek a boo（2018年6月）[3]
- iRONNA（2019年3月）[3]
- じっくり聞いタロウ〜スター近況（秘）報告〜 「これって犯罪なの!? SP」(2020年2月7日(6日深夜))[4]